# نوبة حموية
النوبة الحموية أو الاختلاج الحموي أو التشنج الحمويّ أو الشنج الحراري (بالإنجليزية: Febrile seizure)‏ هو نوبات من الصرع تحدث عند ارتفاع درجة حرارة الجسم، دون وجود أيّ خلل أو مرض يؤدّي إلى النوبات الصرعية بحدّ ذاته.
تحدث هذه النوبات بشكل أكبر في الأطفال الواقعين في المرحلة العمرية بين الستة أشهر والخمس سنوات، وفي أغلب الأحيان تستمرّ النوبة ما يُقارب الخمسَ دقائق، في حين يحتاج الطفلُ ساعةً تقريباً لكي يعود إلى وضعه الطبيعيّ بعد النوبة.
يعتقد اليومَ أن التشنج الحمويّ يرتبط بعلاقةٌ وطيدةٍ بالوراثة وتاريخ العائلة المرضيّ به.
التشخيص لهذه النوبات يتطلّب استبعاد الأمراض التي تؤدّي إلى نوبات صرعية مثل: التهاب الدماغ والتهاب السحايا؛ الاختلالات الأيضية؛ وأيضاً يتطلّب خلوّ تاريخ المريض من نوبات سابقة حدثت دون أن يصاحبها ارتفاعٍ في الحرارة.
هناك نوعان من هذه التشنجات: بسيطة؛ ومعقّدة. تحدث النّوبات البسيطة مرّةً واحدةً خلال اليوم الواحد وتكون على شكل نوبات توترية رمعية وتستمّر أقلّ من خمس عشرة دقيقةً.
في حين تُصنّف النوبة أنّها معقّدة عندما تحدث أكثر من مرة واحدة في اليوم الواحد، أو عندما تستمرّ لمدّة أكثر من خمس عشرة دقيقة، أو إذا كانت مرتبطة بتاريخٍ مرضيٍ في العائلة للتشنّج الحمويّ.
في العادة، لا حاجةَ لاستخدام أدويةٍ لخفض الحرارة أو أدوية مضادة للنوبات للتخفيف من نوبات التشنّج، حيث أنّه من الأفضل معالجة السبب الكامن وراء ارتفاع درجة الحرارة، في الحالات القليلة التي تستمرّ النوبات فيها أكثر من خمسة عشر ديقية يمكن استخدام واحد من عائلة بنزوديازيبين مثلاً: ميدازولام، لورازيبام. عواقب هذه النوبات عادةً ممتازةً، حيث يتمتّع الأطفال الذين أُصيبوا بها في صغرهم بنفس مستوى ذكاء أقرانهم وبنفس مستويات الإنجاز العلميّ.
ظهرت في الفترة الأخيرة أدلّة علمية أن هناك خطراً (قليلٌ جداً) على هؤلاء الأطفال للتعرّض ل لمرض الصرع.
يحدث التشنّج الحمويّ بشكل أكبر في الذكور، ويُصيب ما يقارب 2%-10% من الأطفال في الفترة العمرية بين الستة أشهر والخمس سنوات.
احتماليّة حدوث نوبة أخرى لطفل سبق وحدثت معه نوبات من التشنّج الحمويّ تدور حول 20%-70%.

## الأنواع
هناك ثلاثة أنواع من التشنج الحموي:
- تشنج حموي بسيط: يستمر لمدّة أقل من 15 دقيقة وبدون أعراض بؤرية (أي أن الأعراض عامة لكل الجسم وليست متوضعة بجزء محدد مثل اليد).
- تشنج حموي معقّد: تستمر أكثر من 15 دقيقة أو تحصل أكثر من مرة خلال 24 ساعة أو تصاحبها أعراض بؤرية.
- حالة صرعية حموية: تستمر حالة التشجنج لأكثر من 30 دقيقة.

## الأعراض والعلامات
خلال النوبات الصرعيّة يدخل الجسم في حالةٍ من التصلّب وتبدأ الأطراف بالارتجاف ويصاحب ذلك فقدان الطفل لوعيه على الرغم من محافظته على عينين مفتوحتين. يصاحب النوبة عادةً: اختلال في تنظيم التنفّس؛ رغوة من الفم أو استفراغ؛ فقدان السيطرة على البول أو البراز. في أغلب الأحيان تستمر هذه النوبات لمدة خمس دقائق، وتحدث عندما تصل درجة حرارة الجسم إلى أعلى من 38 درجة مئوية.

## الأسباب
التشنّج الحمويّ، كما هو واضح من الاسم، يحدث في حالات ارتفاع الحرارة، عادةً إلى أعلى من 38 درجة، وفي معظم الأحيان يكون سبب هذا الارتفاع التهاب فيروسيّ. التشنج بتعريفه يجب أن يكون بدون عدوى قحفية أو مشاكل أيضية. من الممكن أن يسري التشنّج الحموي في العائلات.

## التشخيص
أول خطوة في التشخيص هي استبعاد الأسباب الأكثر خطورة للحمى والتشنجات مثل: التهاب السحايا والتهاب الدماغ (للأطفال دون سن 12 شهر يكون البزل القطنيّ ضرورياً لإستبعاد التهاب السحايا), ولكن بغياب الأعراض الأخرى المصاحبة لالتهاب السحايا تكون احتمالية هذا الالتهاب قليلة.
الخطوة التالية للتشخيص تكون بتحديد سبب الحمى ومصدر الالتهاب عن طريق: فحص حالة وأعداد خلايا الدم، فحص مكوّنات البول والخلايا فيه، صور الأشعة للصدر، فحص الأذن لعلامات التهاب الأذن الوسطى، إلخ.

## الوقاية
لا يُنصح باستخدام خافضات الحرارة ولا مضادات الصرع للأطفال الذين لديهم تاريخ من التشنج الحموي من أجل الوقاية من تشنّجات محتملة عند ارتفاع درجة حرارة الجسم.

## العلاج
لا تحتاج التشنجات من هذا النوع في معظم الحالات لأي علاج، عدا عن معالجة سبب ارتفاع الحرارة.
يمكن استخدام ديازيبام، لورازيبام أو ميدازولام مع الأطفال الذين تستمرّ فترة التشنج لديهم أكثر من 5 دقائق.

## سير المرض
بعد التشنج الحموي، وبعد انخفاض درجة الحرارة، تصبح حالة الطفل ممتازة وبدون أي مضاعفات.
على الرغم من ذلك، هناك ازدياد في احتمالية الإصابة بمرض الصرع بعد البلوغ بنسبة 1% مع التشنج الحموي البسيط، و 4% عند تكررها كثر من مرة واحدة.

## الإنذار
على الرغم من نشوء عدد من المخاوف (انظر أدناه)، تُعد التأثيرات طويلة الأمد للنوبة الحموية جيدة النتائج عمومًا مع وجود خطر طفيف لتطوير المشاكل العصبية أو الصرع. تصل نسبة حدوث نوبة ثانية لدى المصابين بالنوبة الحموية الأولى إلى 30-40% تقريبًا خلال السنتين التاليتين، مع ارتفاع خطر الإصابة لدى الأفراد الأصغر في العمر. لا تميل النوبات الحموية البسيطة إلى إعادة الحدوث بشكل متواتر (يميل الأطفال إلى التعافي منها مع نضجهم) وترتبط مع زيادة طفيفة في خطر تطوير الصرع (ما يقارب 2-3%) مقارنة مع باقي الأفراد غير المصابين بالنوبات الحموية (1%). كما ذُكر أعلاه، يُعد الأطفال المصابون بالاختلاج الحموي أكثر عرضة للإصابة بنوبة حموية متكررة عند اختبارهم نوبتهم الأولى في عمر صغير (أقل من 18 شهر)، أو امتلاكهم تاريخ عائلي من الاختلاجات الحموية لدى الأقارب من الدرجة الأولى (والد أو شقيق)، أو امتلاكهم فترة زمنية قصيرة بين بدء الحمى وتطوير النوبة، أو امتلاكهم درجة منخفضة من الحمى قبل الإصابة بالنوبة أو امتلاكهم سوابق من العلامات العصبية الشاذة أو تخلفات تطورية. لا يرتفع خطر الإصابة بنوبة حموية متكررة لدى الأطفال المصابين بنوبة حموية أولى مطولة؛ مع ذلك، من المرجح أن تكون النوبة المتكررة مطولة في حال حدوثها. بشكل مماثل، يُعتبر الإنذار العام بعد النوبة الحموية المركبة ممتازًا عادة. تبلغ نسبة تطوير الصرع لدى المصابين بالنوبة الحموية في النهاية 10-15% مع عدم تطوره نهائيًا لدى 85-90% منهم. أشارت دراسة ضخمة مفردة من الدنمارك إلى ارتفاع خطر الموت بشكل طفيف لدى الأطفال المصابين بالنوبات الحموية في السنتين التاليتين للنوبة الحموية الأولى، مقارنة ببقية الأطفال السليمين. يعود هذا الارتفاع بمعظمه إلى تطوير الصرع أو انخفاض الوزن لدى الولادة، واختناق الولادة والتشوهات الوراثية. يزول الارتفاع في خطر الموت لدى الأطفال المصابين بالنوبة الحموية المركبة بمجرد مرور سنتين على النوبة الحموية الأولى.
اختبرت دراسة كبيرة أخرى من الدنمارك العلاقة بين النوبات الحموية والاضطرابات النفسية اللاحقة. «بالمقارنة مع مجموعة من الأطفال غير المصابين بالنوبات، يرتفع خطر تطوير اضطراب نفسي بشكل ملحوظ لدى الأطفال المصابين سابقًا بالنوبات» خلال فترة ~20 سنة بعد النوبات الحموية. تُعد العلاقة بين النوبات الحموية المطولة وصرع الفص الصدغي موضع جدل مستمر. بدأت هذه المسألة عند ملاحظة السمات المرضية لتصلب الحصين عند استئصال الفص الصدغي جراحيًا لدى المرضى المصابين بصرع الفص الصدغي المقاوم للأدوية. يشكل الحصين جزءًا من الفص الصدغي ويلعب دورًا هامًا في تشكيل الذاكرة. عانى المرضى المصابون بتصلب الحصين في غالبية الحالات من نوبات حموية سابقة طويلة للغاية في مرحلة الطفولة (الحالة الصرعية الحموية «إف إس إي»). وجدت الدراسات النوبات الشديدة الطويلة للغاية لدى قردة البابون حدوث تلف في الفص الصدغي نتيجة النوبات. مع ذلك، لا ترتبط حالة تصلب الحصين بأكملها مع «إف إس إي». ما يزال هنالك بعض الأسئلة الرئيسية دون إجابات مكتملة: ما نسبة حدوث تصلب الحصين نتيجة النوبات الحموية المطولة وكم عدد الأطفال المصابين بتصلب الحصين ممن طوروا حالة صرع مقاوم للأدوية؟ وقد بحثت دراستان كبيرتان في السؤال الأول. وجدت دراسة «إم آر آي» على الأطفال المصابين بالحالة الصرعية الحموية (إف إي بي إس تي إيه تي) (أكثر من ساعة في معظمها) إصابة ما يقارب 10% من الأطفال بتورم أحادي الجانب خلال أيام قليلة من النوبة الحموية المطولة. أصيب نصف الأطفال الذين يعانون من تورم الحصين المبكر بعد مرور عام بتصلب الحصين، ما يشير إلى إصابة ما يقارب 5% من الأطفال الذين يعانون من نوبات حموية طويلة جدًا بتصلب الحصين في وقت لاحق. ما يزال عدد الأطفال ممن سيطورون الصرع المقاوم للأدوية غير معروف. وجدت دراسة «إم آر آي» أخرى حدوث تورم الحصين ثنائي الجانب بعد فترة قصيرة من «إف إس إي» لكن تراجع التورم بعد 4-8 أشهر دون حدوث تورم صدغي إنسي. اقترحت دراسة متابعة طويلة أن خطر الإصابة بالحمى المتبوعة بتصلب الحصين وصرع الفص الصدغي المستعصي منخفض – ما يقارب واحد من كل 150 طفل.